# Ханас Василь Онуфрійович
Васи́ль Ону́фрійович Ха́нас (нар. 26 березня 1941, с. Дубівці, нині Тернопільська область) — український історик, краєзнавець, педагог. Батько Володимира Ханаса.

## Життєпис
Василь Ханас народився 26 березня 1941 року в селі Дубівці Тернопільського району Тернопільської области України.
Закінчив Кременецький лісотехнікум (1958), історичний факультет Івано-Франківського педагогічного інституту (1971, нині Прикарпатський національний університет імені Василя Стефаника).
Працював: 
- у лісозаготівельних організаціях Карелії і Архангельської області (1958—1960, РРФСР),
- у середній (загальноосвітній) школі рідного села Дубівці: 
  - учителем фізкультури та трудового навчання (1963—1966), історії та правознавства (1966—1972), директором (1972—2005).

## Доробок
Автор статей з методики викладання та педагогіки, історичних і краєзнавчих статей у засобах масової інформації, енциклопедичних виданнях (серед них Тернопільський енциклопедичний словник).
Вас. Ханас Рудки // Тернопільський енциклопедичний словник : у 4 т. / редкол.: Г. Яворський та ін. — Тернопіль : Видавничо-поліграфічний комбінат «Збруч», 2008. — Т. 3 : П — Я. — С. 205. — ISBN 978-966-528-279-2
Ханас Вас. Серединці // Тернопільський енциклопедичний словник : у 4 т. / редкол.: Г. Яворський та ін. — Тернопіль : Видавничо-поліграфічний комбінат «Збруч», 2008. — Т. 3 : П — Я. — С. 250. — ISBN 978-966-528-279-2.
Ханас Вас. Сонячне // Тернопільський енциклопедичний словник : у 4 т. / редкол.: Г. Яворський та ін. — Тернопіль : Видавничо-поліграфічний комбінат «Збруч», 2008. — Т. 3 : П — Я. — С. 313. — ISBN 978-966-528-279-2.
Ханас Вас. Чортківський округ // Тернопільський енциклопедичний словник : у 4 т. / редкол.: Г. Яворський та ін. — Тернопіль : Видавничо-поліграфічний комбінат «Збруч», 2008. — Т. 3 : П — Я. — С. 610. — ISBN 978-966-528-279-2.
Окаринський В., Ханас В. Полотнюк Євген-Володимир // Тернопільський енциклопедичний словник : у 4 т. / редкол.: Г. Яворський та ін. — Тернопіль : Видавничо-поліграфічний комбінат «Збруч», 2008. — Т. 3 : П — Я. — С. 111. — ISBN 978-966-528-279-2.